# 과테말라주

과테말라 주의 위치

과테말라주(스페인어: Departamento de Guatemala)는 과테말라 남부에 위치한 주로 주도는 과테말라시티(과테말라의 수도이기도 함)이며 면적은 2,126km2, 인구는 2,538,227명(2006년 기준)이다.
북쪽으로는 바하베라파스 주, 북서쪽으로는 키체 주, 서쪽으로는 치말테낭고 주와 사카테페케스 주, 남서쪽으로는 에스쿠인틀라 주와 접하며 동쪽으로는 할라파 주, 북동쪽으로는 엘프로그레소 주, 남쪽과 남동쪽으로는 산타로사 주와 접한다. 17개 지방 자치체를 관할한다.

주기
주 문장